# Basquetebol do Clube de Regatas do Flamengo
O Basquetebol do Clube de Regatas do Flamengo é o departamento de basquetebol do clube poliesportivo brasileiro de mesmo nome, sediado na cidade do Rio de Janeiro, no Rio de Janeiro. Ele é mais conhecido como Flamengo Basquete, ou também como FlaBasquete.
A equipe de basquetebol do Flamengo é uma das mais tradicionais do Brasil, tendo como principais títulos, oito Campeonatos Brasileiros, uma Liga Sul-Americana, uma Liga das Américas, duas Champions League Américas e duas Copas Intercontinentais. Em 2014, o Flamengo se tornou o primeiro time do continente a participar da pré-temporada da NBA.

## Basquete masculino

### História

Time de Basquete do Flamengo, em 1959. Arquivo Nacional.

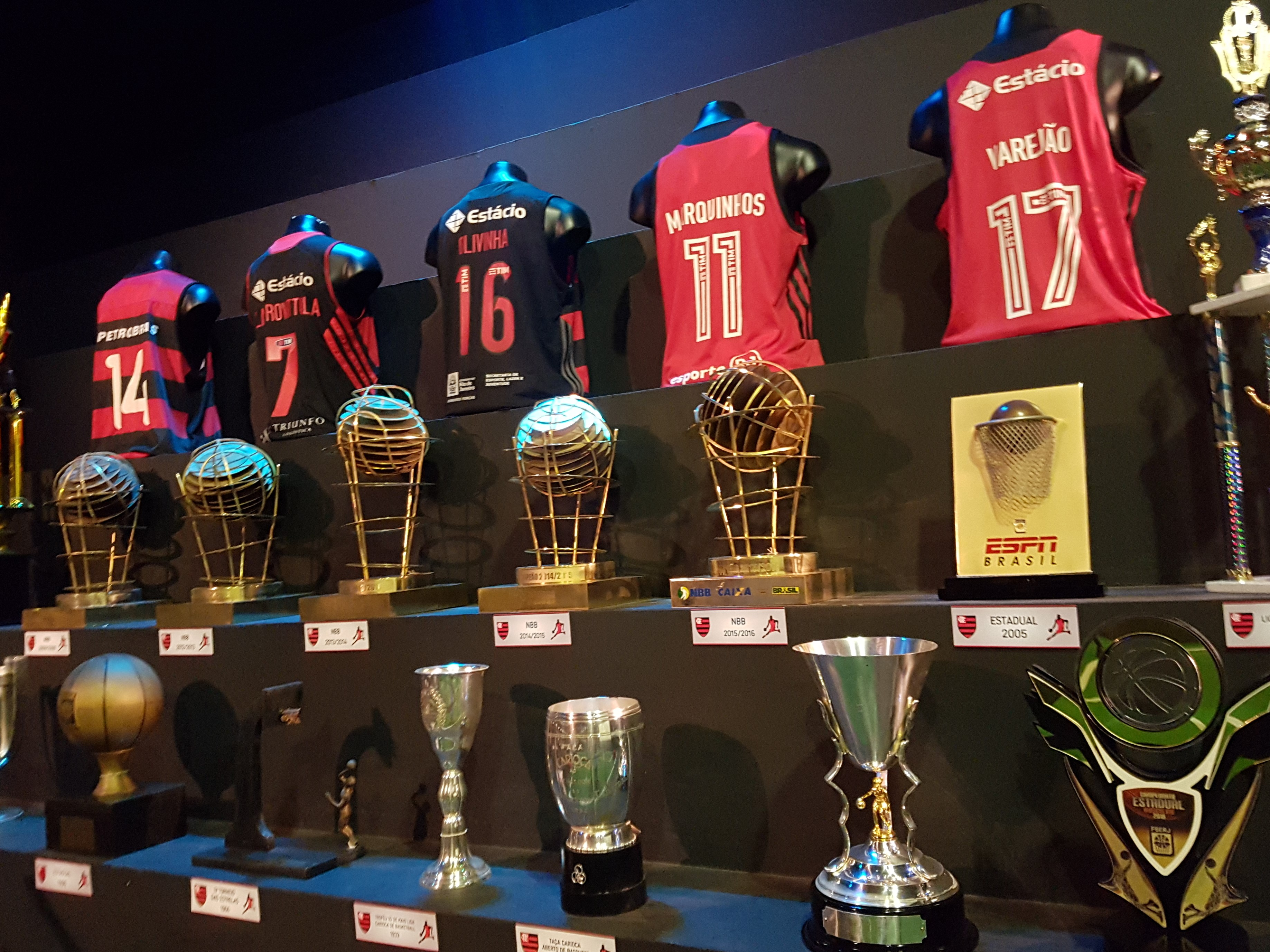
Diversos troféus e uniformes históricos do C.R. Flamengo em exposição na Gávea

O basquete rubro-negro iniciou sua trajetória no clube em 1919. Naquele ano, ganhou o primeiro campeonato de basquete organizado no Brasil, o Campeonato da Cidade do Rio de Janeiro (masculino), organizado pela Liga Metropolitana de Desportos Terrestres. No entanto, esse título não é considerado como oficial pela Federação de Basquetebol do Estado do Rio de Janeiro (FBERJ). O primeiro título reconhecido do Campeonato Carioca veio em 1932, o último torneio da fase amadora do basquete, seguido do tricampeonato em 1933 (este invicto), 1934 e 1935, já na era profissional.
Ainda em 1934, o Flamengo foi campeão do torneio brasileiro organizado pela Confederação Brasileira de Desportos (CDB). Este título, no entanto, não é reconhecido como oficial pela Confederação Brasileira de Basketball (CBB), pois, naquela época, existiam duas entidades: a CBD e a Federação Brasileira de Basketball, fundada em 1933, com um estatuto profissional, e que anos depois passaria a se chamar Confederação Brasileira de Basketball. No entanto, a Federação foi rejeitada pela CBD, porque esta só chancelava entidades e ligas amadoras. Somente em 1965 as duas entidades se uniram e a partir daí passaram a organizar a Taça Brasil de Basquete, o primeiro Campeonato Brasileiro de Basquete oficial, e, como os títulos do Flamengo foram conquistados no período de cisão entre CBD e CBB, eles não são reconhecidos pela última.
Passados treze anos, a coordenação técnica ficou a cargo de Togo Renan Soares, o Kanela, que hoje dá nome a um dos ginásios do clube. A chegada do novo técnico revolucionou a história do basquete rubro-negro e acabou com a "seca" de títulos. Em 1948 e 1949, o Flamengo foi bicampeão estadual. No ano de 1951, Gilberto Cardoso se tornou presidente e a partir daí o Flamengo entrou na década de ouro do basquete rubro-negro. De 1951 a 1960, o Flamengo sagrou-se deca-campeão carioca. Durante esses 10 anos, foram 193 vitórias e quatro derrotas. A equipe formada na época destacou atletas que fizeram nome no clube como: Mário Jorge, Algodão, Gedeão, Alfredo, Godinho, Guguta, Waldir Boccardo, Fernando Brobró (campeão do mundo em 1959 e 1963), Arthur, Zé Mário, Tião Gimenez e Ardelum.
Essa geração do Flamengo ganhou ainda três torneios brasileiros organizados pela CBD em 1949, 1951 e 1953. Assim como o de 1934, estes títulos não são reconhecidos como títulos oficiais do Campeonato Brasileiro de Basquete.
O Flamengo foi o primeiro clube brasileiro a conquistar um título internacional no basquete, o Campeonato Sul-Americano de Clubes Campeões de Basquete Masculino de 1953, realizado na cidade de Antofagasta, no Chile. No torneio, o Rubro-negro terminou em primeiro lugar, juntamente com o Santa Fé (Argentina) e o Olimpia (Paraguai).
O basquete masculino do Flamengo voltou a conquistar títulos cariocas em 1962, 64, 75, 77, 82, 84, 85, 86, 90, 94, 95, 96, 98, 99 e 2002. Atualmente, o Flamengo é pentadeca-campeão estadual, com os títulos de todos os anos entre 2005 e 2020 (em 2017 não houve campeonato). Nas décadas de 1970 e 1980, o destaque da equipe era Pedrinho. Entre os anos de 1999 e 2003, o grande nome do basquete flamenguista foi Oscar Schmidt, o mão santa, que encerrou a carreira no clube.
Porém, a partir de 2008 o Flamengo passou a obter títulos mais expressivos no basquete. Naquele ano, foi, pela primeira vez, campeão do Campeonato Brasileiro, ao vencer o Campeonato Nacional de 2008. Na decisão, bateu o Lobos Brasília por 3 a 0, na série melhor de cinco. Na temporada 2008-2009, o Flamengo, além do Campeonato Carioca, sagrou-se campeão da primeira edição de 2009 da Liga Sul-Americana de Basquete (após vencer o argentino Quimsa por 98 a 96, no último jogo do Quadrangular Final realizado na Argentina), e conquistou seu segundo título brasileiro, o primeiro da era Novo Basquete Brasil, derrotando novamente o time da Capital Federal no playoff decisivo, desta vez por 3 a 2.
Após os vice campeonatos do NBB 2009-10 e da Liga Sul-Americana de 2010 (em ambos foi derrotado pelo Lobos Brasília), o Mengão voltou a ser campeão brasileiro depois de derrotar o Unitri/Uberlândia por 77 a 70, na final do NBB 2012-13. Começava aí a dominância rubro-negra no Brasileiro. Na temporada 2013-2014, o Flamengo foi campeão invicto da Liga das Américas de 2014. Na decisão, o time da Gávea venceu o Pinheiros por 85 a 78, em um Maracanãzinho lotado. Além do título, o Fla obteve o direito de disputar o Campeonato Mundial Interclubes contra o campeão da Europa. O Flamengo ainda venceu a edição de 2013-14 do NBB, ao suplantar o Paulistano por 78 a 73.
A temporada 2014-2015, ficaria marcada pela conquista mais importante do basquete flamenguista: o Mundial de Clubes. Na disputa da Copa Intercontinental de 2014, o Rubro-negro enfrentou o Maccabi Tel Aviv, de Israel, então campeão da Euroliga. Na primeira partida, vitória dos israelenses por 69 a 66. O resultado obrigava o FlaBasquete a ganhar a segunda partida por pelo menos quatro pontos de diferença. Com uma grande atuação no jogo dois, os flamenguistas fizeram 90 a 77 e conquistaram a taça mais importante do basquete do clube. Com a façanha, o Flamengo se igualou a Barcelona e Real Madrid como os únicos clubes a possuírem título mundial no basquete e no futebol.
Depois da conquista do Intercontinental, o Flamengo foi convidado para participar da pré-temporada da NBA. Com isso, se tornou o segundo time do país a enfrentar uma equipe da maior liga de basquete do mundo e o primeiro do continente a disputar os jogos preparatórios em solo americano. O time da Gávea ainda encerrou a temporada com mais um troféu: o do NBB 2014-15. Ao fechar a série final contra o Bauru em 2 a 0, o Flamengo se tornou o maior campeão da era NBB com quatro títulos.

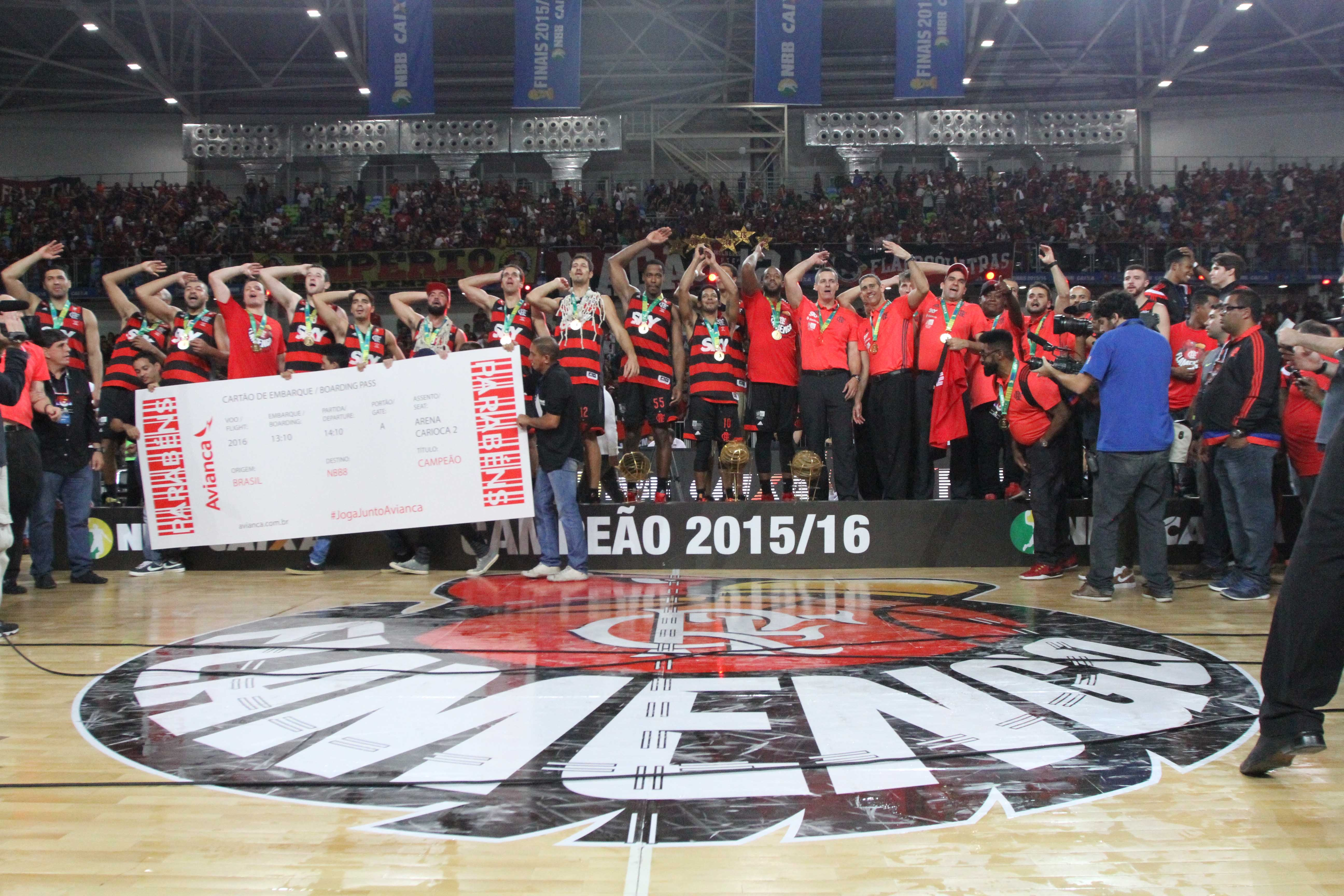
Equipe do Flamengo Basquete campeã do NBB 2015-16

No NBB 2015-16, o Rubro-negro novamente encarou o Bauru na decisão, desta vez em melhor de cinco partidas. Depois de muito equilíbrio, o Flamengo fez 3 a 2 no playoff e ganhou o 4.º título consecutivo do NBB. O time ainda igualou o recorde do Monte Líbano que enfileirou quatro campeonatos nacionais na década de 80 (na época, o certame tinha o nome de Taça Brasil de Basquete). Com isso, o Mengão chegou a seis títulos do Campeonato Brasileiro, além de ser o maior campeão na nomenclatura Novo Basquete Brasil.
No final de 2018, o Flamengo ganhou mais uma taça inédita. O clube foi campeão da primeira edição da Copa Super 8, derrotando o Franca na final por 79 a 75, em pleno ginásio Pedrocão. Em fevereiro de 2019, o Flamengo foi o anfitrião da Copa Intercontinental daquele ano. No entanto, o sonho do bicampeonato mundial foi adiado. O Fla Basquete ficou com o vice-campeonato ao ser derrotado pelo AEK, da Grécia, por 86 a 70 na decisão. No NBB 2018-19, a equipe voltou a decisão do torneio, após duas temporadas. O adversário na final foi o Franca. Depois de cinco jogos disputados, o Mengão fechou a série em 3 a 2 e conquistou pela 6ª vez o NBB, totalizando sete títulos do Campeonato Brasileiro, no ano do centenário do basquete rubro-negro.
Na temporada 19-20, o Flamengo ficou com dois vices. O primeiro foi na Copa Super 8 de 2019-20, ao ser derrotado em casa pelo Franca por 77 a 73. O segundo foi na primeira edição da Basketball Champions League Américas, competição que substitui a antiga Liga das Américas. Na ocasião, o Rubro-negro foi suplantado pelo Quimsa, da Argentina, por 92 a 86. No NBB 19-20, quando a competição foi cancelada durante a fase de classificação por causa da pandemia de COVID-19, o Fla se encontrava na primeira colocação. No entanto, o certame não teve um campeão declarado e as posições dos times participantes serviram para distribuição de vagas em torneios internacionais.
A temporada 2020-21 foi recheada de títulos para o Flamengo. Além do 46.º título do Campeonato Carioca, o Flamengo venceu a Copa Super 8 2020-21, ao derrotar o São Paulo na decisão por 79 a 71 e tornou-se bicampeão da competição; também conquistou de forma invicta a Champions League América 2020-21, vencendo na final o Real Estelí, da Nicarágua, por 84 a 80. Com a façanha, o Mengo ficou mais uma vez com o status de melhor time das Américas (exceto EUA e Canadá) – já que havia ganho a antiga Liga das Américas em 2014 – e classificou-se para disputar novamente a Copa Intercontinental (Mundial de Clubes). O último troféu da temporada foi o NBB 20-21, onde suplantou o São Paulo no playoff decisivo do campeonato pelo placar de três jogos a zero.
Na disputa da Copa Intercontinental de 2022, o Flamengo encarou o Lakeland Magic (time norte-americano que havia vencido a G-League) na semifinal e venceu por 94 a 71, garantido vaga na decisão do torneio pela terceira vez. Na final, o Rubro-negro dominou o jogo contra o campeão da Champions League Europa, o San Pablo Burgos. Com a vitória sobre a equipe espanhola por 75 a 62, o Flamengo Basquete sagrou-se bicampeão mundial, passando a ser a equipe brasileira com maior número de títulos na Copa Intercontinental de Basquete.
Curiosidade
Em agosto de 1956, a equipe do San Francisco Dons, dos EUA, liderada pelo então promissor Bill Russell, fez uma turnê no Brasil, e enfrentou o Flamengo. O placar do jogo foi San Francisco Dons 68 x 54 Flamengo. Jornais da época chegaram a dizer que o San Francisco Dons tinha mais qualidade até mesmo que os EUA, campeões mundiais no Brasil em 1954.

### Títulos
| Mundiais       | Mundiais                                    | Mundiais | Mundiais |
|                | Competição                                  | Títulos  | Temporadas |
| -------------- | ------------------------------------------- | -------- | --- |
|                | Copa Intercontinental                       | 2        | 2014 e 2022 |
| Continentais   |                                             |          | |
|                | Competição                                  | Títulos  | Temporadas |
|                | Champions League Américas                   | 2        | 2020–21 e 2024–25 |
|                | Liga das Américas                           | 1        | 2014 |
|                | Liga Sul-Americana                          | 1        | 2009 |
|                | Campeonato Sul-Americano de Clubes Campeões | 1        | 1953 |
| Nacionais      |                                             |          | |
|                | Competição                                  | Títulos  | Temporadas |
| Brasil         | Campeonato Brasileiro                       | 8        | 2008, 2008–09, 2012–13, 2013–14, 2014–15, 2015–16, 2018–19 e 2020–21 |
| Brasil         | Copa Super 8                                | 4        | 2018, 2020–21, 2023–24 e 2024-25 |
| Estaduais      |                                             |          | |
|                | Competição                                  | Títulos  | Temporadas |
| Rio de Janeiro | Campeonato Carioca                          | 49       | 1932, 1933, 1934, 1935, 1948, 1949, 1951, 1952, 1953, 1954, 1955, 1956, 1957, 1958, 1959, 1960, 1962, 1964, 1975, 1977, 1982, 1984, 1985, 1986, 1990, 1994, 1995, 1996, 1998, 1999, 2002, 2005, 2006, 2007, 2008, 2009, 2010, 2011, 2012, 2013, 2014, 2015, 2016, 2018, 2019, 2020, 2021, 2022 e 2023 |
| Rio de Janeiro | Campeonato Carioca - 2ª Divisão             | 4        | 1948, 1950, 1953 e 1954 |
| Rio de Janeiro | Taça Kanela                                 | 3        | 1988, 1989 e 1990 |
| Rio de Janeiro | Torneio Rio-Open                            | 1        | 2006 |
| Total          |                                             |          | |
|                | Conquistas                                  | Total    | Por categoria |
|                | Títulos oficiais                            | 76       | 7 Internacionais (2 Mundiais e 5 Continentais), 12 Nacionais e 57 Estaduais |

#### Outros torneios
- Torneio da CBD: 4 vezes (1934, 1949, 1951 e 1953).
- Taça Rio de Janeiro: 4 vezes (1982, 1985, 1986 e 1987).
- Torneio Início: 3 vezes (1929, 1931 e 1932).
- Taça Gerdal Bóscoli: 3 vezes (1969, 1975 e 1976).
- Taça Material e Esportiva: 2 vezes (2011 e 2012).
- Liga Metropolitana de Desportos Terrestres: 1919.
- Torneio Rio-São Paulo: 1920.
- Torneio do Brasil de Basquete: 1940.
- Taça Macedo Soares: 1948.
- Taça Guilhermina Guinle: 1948.
- Torneio Zenóbio da Costa: 1948.[35]
- Torneio Quadrangular de Belo Horizonte: 1949.
- Campeonato Estadual de 2º Quadros: 1956.
- Torneio Sul-Americano: 1961.
- Troféu Juan Llerena: 1974.
- Taça Ivan Raposo: 1977.
- Taça Goodway: 1985.
- Taça Golden Cup: 1986.
- Taça Francisco Marques: 1988.
- Taça Guanabara: 1989.
- Copa Rio-Esportes: 1992.
- Troféu Flamengo 115 Anos: 2010.
- Troféu Gente Brasil: 2010.[36]
- Liga de Desenvolvimento de Basquete - LDB (Sub-22): 2 vezes (2011 e 2013).
- Torneio da Amizade: 2020.
- Torneio Integração: 2021.

### Campanhas de destaque
- Vice-campeão da Copa Intercontinental: 2019.
- Vice-campeão da Champions League Américas: 2 vezes (2019-20 e 2022-23).
- Vice-campeão da Liga Sul-Americana: 2 vezes (2008 e 2010).
- Vice-campeão do Campeonato Brasileiro: 6 vezes (1977, 1984-85, 2000, 2004, 2009-10 e 2021-22).
- Vice-campeão da Copa Super 8: 2 vezes (2019-20 e 2022-23).
- Vice-campeão do Campeonato Carioca: 12 vezes (1950, 1963, 1976, 1981, 1983, 1987, 1988, 1989, 1991, 1997, 2001 e 2003).

### Últimas temporadas
Legenda:
| Campeão Vice-campeão | Classificado à Champions League Classificado à Liga Sul-Americana | NBB = Novo Basquete Brasil |

### Partidas contra times da NBA
| 8 de outubro, 2014 | Box Score | Phoenix Suns                                                      | 100–88 | Flamengo                                                                   |  | US Airways Center, Phoenix, Arizona Público: 8.041 |  |
| 8 de outubro, 2014 | Box Score | Placar por quarto: 21–26, 33–17, 17–23, 29–22                     |        |                                                                            |  | US Airways Center, Phoenix, Arizona Público: 8.041 |  |
| 8 de outubro, 2014 | Box Score | Pts: Isaiah Thomas 18 Rbts: Marcus Morris 7 Asts: Isaiah Thomas 4 |        | Pts: Marcelinho 16 Rbts: Cristiano Felício 8 Asts: Nicolás Laprovittola 12 |  | US Airways Center, Phoenix, Arizona Público: 8.041 |  |

| Phoenix Suns | Flamengo |

| 15 de outubro, 2014 | Box Score | Orlando Magic                                                       | 106–88 | Flamengo                                                         |  | Amway Center, Orlando, Florida Público: 13.734 |  |
| 15 de outubro, 2014 | Box Score | Placar por quarto: 34–23, 21–26, 29–23, 22–16                       |        |                                                                  |  | Amway Center, Orlando, Florida Público: 13.734 |  |
| 15 de outubro, 2014 | Box Score | Pts: Nikola Vučević 20 Rbts: Nikola Vučević 11 Asts: Luke Ridnour 5 |        | Pts: Marcelinho 20 Rbts: Olivinha 8 Asts: Nicolás Laprovittola 9 |  | Amway Center, Orlando, Florida Público: 13.734 |  |

| Orlando Magic | Flamengo |

| 17 de outubro, 2014 | Box Score | Memphis Grizzlies                                                           | 112–72 | Flamengo                                                  |  | FedExForum, Memphis, Tennessee Público: 10.969 |  |
| 17 de outubro, 2014 | Box Score | Placar por quarto: 27–20, 35–21, 24–13, 24–18                               |        |                                                           |  | FedExForum, Memphis, Tennessee Público: 10.969 |  |
| 17 de outubro, 2014 | Box Score | Pts: Marc Gasol 15 Rbts: Marc Gasol and Zach Randolph 8 Asts: Mike Conley 7 |        | Pts: Marcelinho 17 Rbts: Cristiano Felício 7 Asts: Gegê 6 |  | FedExForum, Memphis, Tennessee Público: 10.969 |  |

| Memphis Grizzlies | Flamengo |

| 17 de outubro, 2015 | Box Score | Flamengo                                                                 | 73–90 | Orlando Magic                                                                         |  | HSBC Arena, Rio de Janeiro, RJ, Brazil Público: 14.894 |  |
| 17 de outubro, 2015 | Box Score | Placar por quarto: 16-27, 18–24, 17-27, 22–12                            |       |                                                                                       |  | HSBC Arena, Rio de Janeiro, RJ, Brazil Público: 14.894 |  |
| 17 de outubro, 2015 | Box Score | Pts: Marcelinho 17 Rbts: Jerome Meyinsse e Rafa Luz 7 Asts: Marcelinho 5 |       | Pts: Nikola Vučević 18 Rbts: Victor Oladipo 9 Asts: Victor Oladipo e Shabazz Napier 3 |  | HSBC Arena, Rio de Janeiro, RJ, Brazil Público: 14.894 |  |

| Flamengo | Orlando Magic |

| 5 de outubro, 2018 | Box Score | Orlando Magic                                                   | 119–82 | Flamengo                                                          |  | Amway Center, Orlando, Florida Público: 14.667 |  |
| 5 de outubro, 2018 | Box Score | Placar por quarto: 31–16, 36–27, 20–20, 24–20                   |        |                                                                   |  | Amway Center, Orlando, Florida Público: 14.667 |  |
| 5 de outubro, 2018 | Box Score | Pts: Aaron Gordon 29 Rbts: Mohamed Bamba 9 Asts: Jerian Grant 7 |        | Pts: Marquinhos 18 Rbts: Anderson Varejão 12 Asts: Franco Balbi 8 |  | Amway Center, Orlando, Florida Público: 14.667 |  |

| Orlando Magic | Flamengo |

| 20 de outubro, 2023 | Box Score | Orlando Magic                                                          | 109–76 | Flamengo                                                   |  | Amway Center, Orlando, Florida Público: 16.624 |  |
| 20 de outubro, 2023 | Box Score | Placar por quarto: 30–14, 35–22, 29–23, 22–16                          |        |                                                            |  | Amway Center, Orlando, Florida Público: 16.624 |  |
| 20 de outubro, 2023 | Box Score | Pts: Trevelin Queen 24 Rbts: Admiral Schofield 9 Asts: Anthony Black 5 |        | Pts: Gui Deodato 16 Rbts: Olivinha 9 Asts: Scott Machado 6 |  | Amway Center, Orlando, Florida Público: 16.624 |  |

| Orlando Magic | Flamengo |

### Material esportivo e patrocinadores
| Período       | Material Esportivo | Patrocinador(es)        |
| ------------- | ------------------ | ----------------------- |
| 1993–2000     | Umbro              | Lubrax                  |
| 2001–2008     | Nike               | Lubrax                  |
| 2009          | Olympikus          | Olympikus Tube          |
| 2010–2012     | Olympikus          | Banco BMG / SKY         |
| 2013–2015     | Adidas             | SKY / Estácio / Peugeot |
| 2015–2016     | Adidas             | SKY / Estácio           |
| 2016–2017     | Adidas             | Estácio / UBER          |
| 2017–2019     | Adidas             | Thinkseg / Estácio      |
| 2019–2024     | Adidas             | BRB                     |
| 2024-presente | Adidas             | Pixbet                  |

### Uniformes dos jogadores
- Primeiro uniforme: Camiseta com listras horizontais pretas e vermelhas e calção preto;
- Segundo uniforme: Camiseta branca e calção branco.

Temporada de 2024-25
| Primeiro | Segundo |

| Primeiro | Segundo |

| Primeiro | Segundo |

| Primeiro 0 | Primeiro (Alt.) | Segundo 0 | Segundo (Alt.) |

| Primeiro 0 | Segundo 0 |

| Primeiro | Segundo |

| Primeiro | Segundo |

| Primeiro | Segundo |

| Primeiro | Segundo |

| Primeiro | Segundo |

| Primeiro | Segundo |

| Primeiro | Segundo |

| Primeiro | Segundo |

| Primeiro | Segundo |

| Primeiro | Segundo |

### Arena

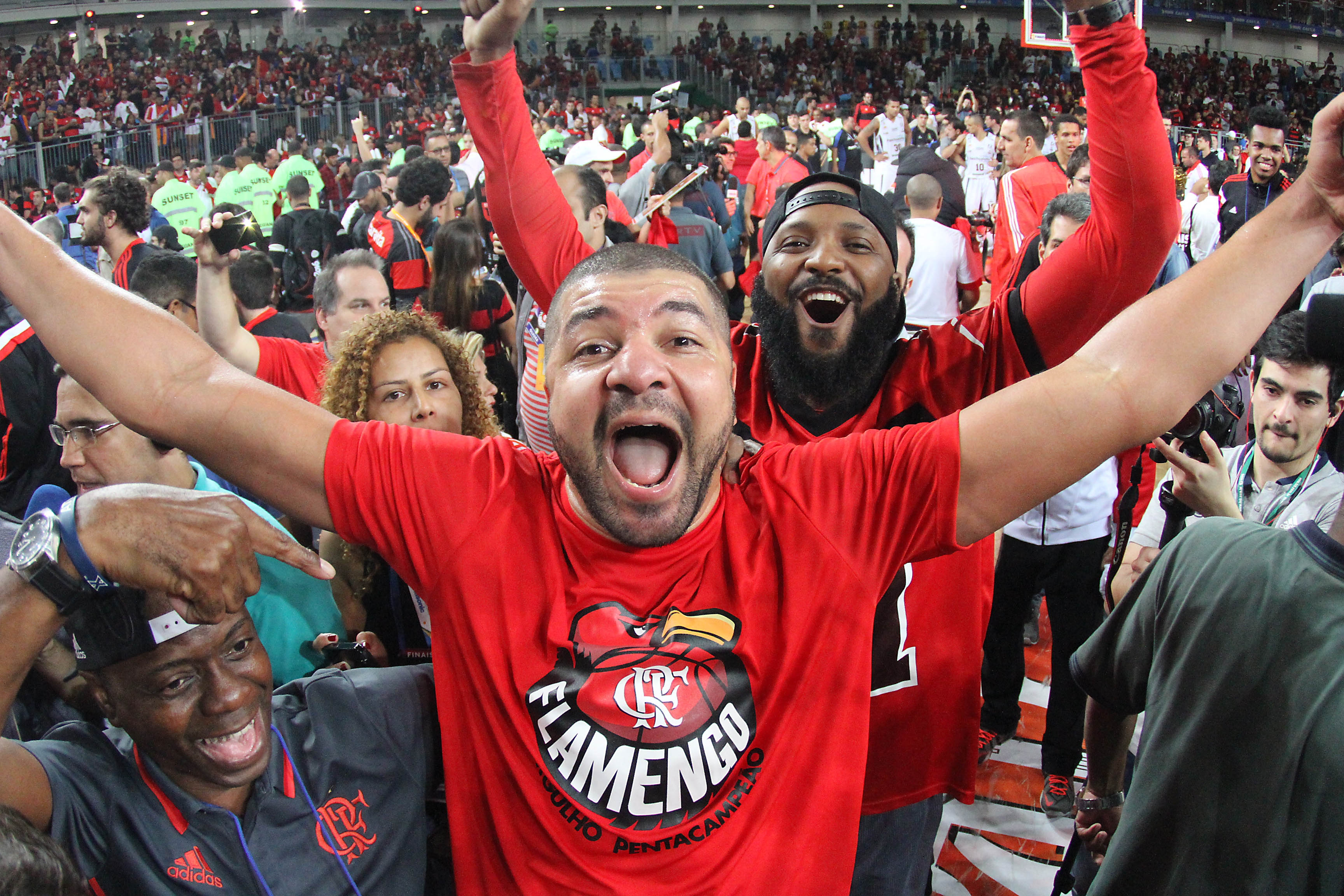
Jogador Olivinha do Flamengo Basquete campeão do NBB 2015.

Em 2014, o Flamengo apresentou seu projeto de construção da Arena Multiuso da Gávea em parceria com a empresa de fast-food Mc Donald's. A nova arena terá capacidade para 3.800 pessoas. Além do basquete, a arena será voltada também a outros esportes olímpicos, como futsal e vôlei. Enquanto aguarda a construção da Arena da Gávea, o Flamengo manda seus jogos no Ginásio Maracanãzinho ou na Arena Carioca 1.

### Membros no Hall da Fama do Memorial Naismith
| Flamengo - Hall da Fama do Memorial Naismith | Flamengo - Hall da Fama do Memorial Naismith | Flamengo - Hall da Fama do Memorial Naismith | Flamengo - Hall da Fama do Memorial Naismith |
| Jogadores                                    | Jogadores                                    | Jogadores                                    | Jogadores                                    |
| Número                                       | Nome                                         | Posição                                      | Período                                      |
| -------------------------------------------- | -------------------------------------------- | -------------------------------------------- | -------------------------------------------- |
| 14                                           | Oscar Schmidt                                | Ala                                          | 1999-2003                                    |

### Membros no Hall da Fama da FIBA
| Flamengo - Hall da Fama da FIBA | Flamengo - Hall da Fama da FIBA | Flamengo - Hall da Fama da FIBA | Flamengo - Hall da Fama da FIBA |
| Jogadores                       | Jogadores                       | Jogadores                       | Jogadores                       |
| Número                          | Nome                            | Posição                         | Período                         |
| ------------------------------- | ------------------------------- | ------------------------------- | ------------------------------- |
| 14                              | Oscar Schmidt                   | Ala                             | 1999-2003                       |
| Técnicos                        |                                 |                                 |                                 |
| Número                          | Nome                            | Posição                         | Período                         |
| –                               | Kanela                          | Técnico                         | 1948-1970                       |

### Medalistas de seleções

#### Jogos Olímpicos
- Algodão: bronze em Londres 1948 e Roma 1960[38]
- Affonso de Azevedo Évora: bronze em Londres 1948
- Alfredo da Motta: bronze em Londres 1948
- Fernando Brobró: bronze em Roma 1960
- Waldir Boccardo: bronze em Roma 1960

#### Campeonatos Mundiais
- Algodão: ouro no Chile 1959; e prata no Brasil 1954
- Fernando Brobró ouro no Chile 1959
- Alfredo da Motta prata no Brasil 1954
- Carioquinha bronze no Filipinas 1978

#### Jogos Pan-Americanos
- Ratto: ouro em Winnipeg 1999
- Marcelinho Machado: ouro no Rio de Janeiro 2007
- Olivinha: ouro em Toronto 2015
- Vítor Benite: ouro em Toronto 2015
- Carioquinha: prata em Caracas 1983
- Algodão: bronze em Buenos Aires 1951, Cidade do México 1955 e Chicago 1959

### Jogadores notáveis
| - Brasil: - Affonso Évora - Alfredo da Motta - Algodão - Anderson Varejão - Bábby - Cadum - Caio Cazziolato - Caio Torres - Carioquinha - Duda - Felício - Hélio - Janjão - Jefferson Willian - Josuel dos Santos - Leandrinho - Marcelinho Machado - Marquinhos Abdalla - Marquinhos Vieira - Maury de Souza - Nilo - Olivinha - Oscar Schmidt - Paulinho Villas Boas - Pipoka - Rafael Hettsheimeir - Rafael Luz - Ratto - Vanderlei Mazzuchini Jr - Vítor Benite - Zé Mário | - Argentina: - Franco Balbi - Walter Herrmann - Federico Kammerichs - Germán Filloy - Nicolas Laprovittola - Estados Unidos: - Derrick Caracter - Meyinsse - Brown - Davis - Rocky Smith - República Dominicana: - Ramón - Chacón - Muñoz |

*  Seleção Principal
*  Jogador da NBA

### Treinadores notáveis
- Kanela (1948–1970)
- Paulo Chupeta (2005–2010)
- José Alves Neto (2012–2018)

## Basquetebol feminino

### História
O basquete feminino do Flamengo foi criado na década de 1950 e chegou a ser hegemônico no cenário do Rio de Janeiro, foi três vezes campeão carioca entre 1954 e 1965. No plano internacional, a equipe conquistou competições como o Torneio de Chiclayo, o Torneio de Lima, no Peru, ambos em 1966, e o Troféu Valladolid, na Espanha, em 2001.
Contou com grandes nomes do basquete brasileiro como Norminha, Delcy, Maria Helena Cardoso e Norma Vaz.

### Títulos
| Estaduais      | Estaduais          | Estaduais | Estaduais         |
|                | Competição         | Títulos   | Temporada         |
| -------------- | ------------------ | --------- | ----------------- |
| Rio de Janeiro | Campeonato Carioca | 3         | 1954, 1964 e 1965 |

#### Outros torneios
- Torneio Internacional das Estrelas: 2 vezes (1966 e 1967).
- Torneio de Chiclayo: 1966.
- Torneio de Lima: 1966.
- Copa FBERJ: 1997.
- Copa Eugênia Borer: 1997.
- Troféu Valladolid: 2001.

### Medalistas de seleções

#### Campeonatos Mundiais
- Norminha bronze no Brasil 1971

#### Jogos Pan-Americanos
- Norminha: ouro em Winnipeg 1967